# Funbo kyrka
Funbo kyrka är en kyrkobyggnad i Danmark-Funbo församling i Uppsala stift. Kyrkan ligger någon mil öster om Uppsala, i en dalgång väster om Funboån.

## Kyrkobyggnaden
Kyrkan uppfördes i romansk stil av gråsten omkring 1200, kanske i slutet av 1100-talet. Kyrkan består av ett rektangulärt långhus, ett smalare kor med en anslutande absid. Troligen förlängdes långhuset senare, eventuellt i samband med en ombyggnad runt sekelskiftet 1300. Den 5 december 1301 återinvigdes kyrkans altare , efter en ombyggnad av kyrkan i gotisk stil.
Under början av 1400-talet tillkom en sakristia vid norra långsidan och ett vapenhus vid den södra. Under 1440-talet fick innertaket valv av tegel som ersatte ett tidigare tunnvalv byggt av trä. Vapenhuset kan vara ett av de äldre i Uppland, eftersom konstruktionen tyder på att det byggdes innan tegelvalven slogs på 1440-talet. I samband med att tegelvalven byggdes utfördes takmålningar i kyrkan, sannolikt av samme konstnär eller verkstad som ungefär samtidigt målade i Rasbo kyrka, den så kallade Mälardalsskolan.
Fram till 1745 användes vapenhuset som huvudentré, ytterligare en entré togs då upp i västra gavelväggen. Av denna anledning har den nyare ingången fått en mer anspråkslös utformning. 
År 1762 vitkalkades hela kyrkan och takmålningarna täcktes över. Triumfbågen mellan långhuset och koret höjdes 1764. År 1896 tog man åter fram takmålningarna varvid de restaurerades hårt genom nymålning ledd av arkitekten Fredrik Falkenberg.
Den senaste restaureringen av kyrkan skedde 2004. Valv och väggar rengjordes och alla målningar konserverades. Koret fick ett nytt stengolv och absiden och bänkkvarteren försågs med nya trägolv. Ett nytt bordsaltare uppfördes. Man konserverade även ljuskronorna, drog in VVS i sakristian, med mera. Restaurationen utfördes under ledning av arkitekt Uno Söderberg.

## Klockstapeln
Nuvarande klockstapel är från 1675.

## Runstenar
På kyrkogården står runstenen U 987. I vapenhuset står en runristad gravhäll, U 989, fäst mot den västra väggen. Tidigare fanns ett fragment av ytterligare en runsten, U 988, men det är numera försvunnet.

## Andra byggnader
Den tidigare klockarbostaden, Klockarbol, som byggdes 1828 är numera en lokal för församlingens barnverksamhet. Klockarbostadens tidigare ladugård är numer hembygdsmuseum. Kyrkskolan, uppförd 1876, är ännu aktiv och är idag skola för årskurser 1-3. I sockenstugan, vilken byggdes 1776, var en fattigstuga inrymd till 1916. Det senaste tillskottet är det år 1994 uppförda församlingshemmet.

## Inventarier
- Flera skulpturer:
  - Maria, en bild från 1200-talet. Skulpturen gjordes om under 1400-talet.
  - Sankt Lars i dräkt som diakon.
  - Anna själv tredje, 1400-tal
  - En barfotaapostel, 1400-tal
  - Sankt Erik och Sankt Olov, 1400-tal. Figurerna har tidigare tillhört ett altarskåp.
- Huvudaltaret invigdes den 5 december 1301 enligt ett avlatsbrev av ärkebiskop Nils Allesson.
- Dopfunten härstammar från 1200-talet.
- En ljuskrona i gulmetall härstammar från slutet av 1400-talet och på dess mittstam finns en bild av jungfru Maria. Ljuskronan är krigsbyte från trettioåriga kriget. Kronan fördes hem av överste Mauritz Duwall på Hallkved.
- Altarskåpet av ek tillverkades i norra Tyskland omkring 1500. Skåpet har 134 figurer och dess centrala motiv är Nådastolen. Därutöver visar skåpet bland annat Jesu lidande i flera bilder. I dörrarna finns fyra bilder av helgonen Katarina, Margareta, Dorotea och Barbara.
- Predikstolen tillverkades på beställning av överste Jakob Forbes och restaurerades 1896 av kyrkans kantor.
- Två pukor, trumpeter och ett psalmodikon. Dessa inköptes av kyrkoherden Johan Dillners under dennes tid i Funbo (1833-1841). Dillner var en varm anhängare av kyrkomusik och sång och bildade en av Sveriges första kyrkokörer i Funbo.

### Orgel
- 1781 byggde Niclas Söderström, Husby en orgel med 7 stämmor.
- 1870 byggde Åkerman & Lund, Stockholm en orgel med 6 stämmor.
- 1925 byggde Furtwängler & Hammer, Hannover, Tyskland en orgel med 15 stämmor, två manualer och pedal.
- Den nuvarande orgeln byggdes 1961 av Gebrüder Jehmlich, Dresden, Tyskland. Orgeln är mekanisk med slejflådor och har ett tonomfång på 54/30.

| Huvudverk I      | Bröstverk II    | Pedal           | Koppel |
| Rörflöjt 8´      | Gedackt 8'      | Subbas 16´      | I/P    |
| Principal 4'     | Rörflöjt 4'     | Gedackt 8'      | II/P   |
| Gemshorn 4'      | Principal 2'    | Oktava 4'       | II/I   |
| Waldflöjt 2'     | Nasat 1 1⁄3'    | Rauschkvint III |        |
| Mixtur IV 1 1⁄3' | Sesquialtera II | Regal 4'        |        |
| Dulcian 8'       | Scharf II 1'    |                 |        |
|                  | Tremulant       |                 |        |

## Bildgalleri

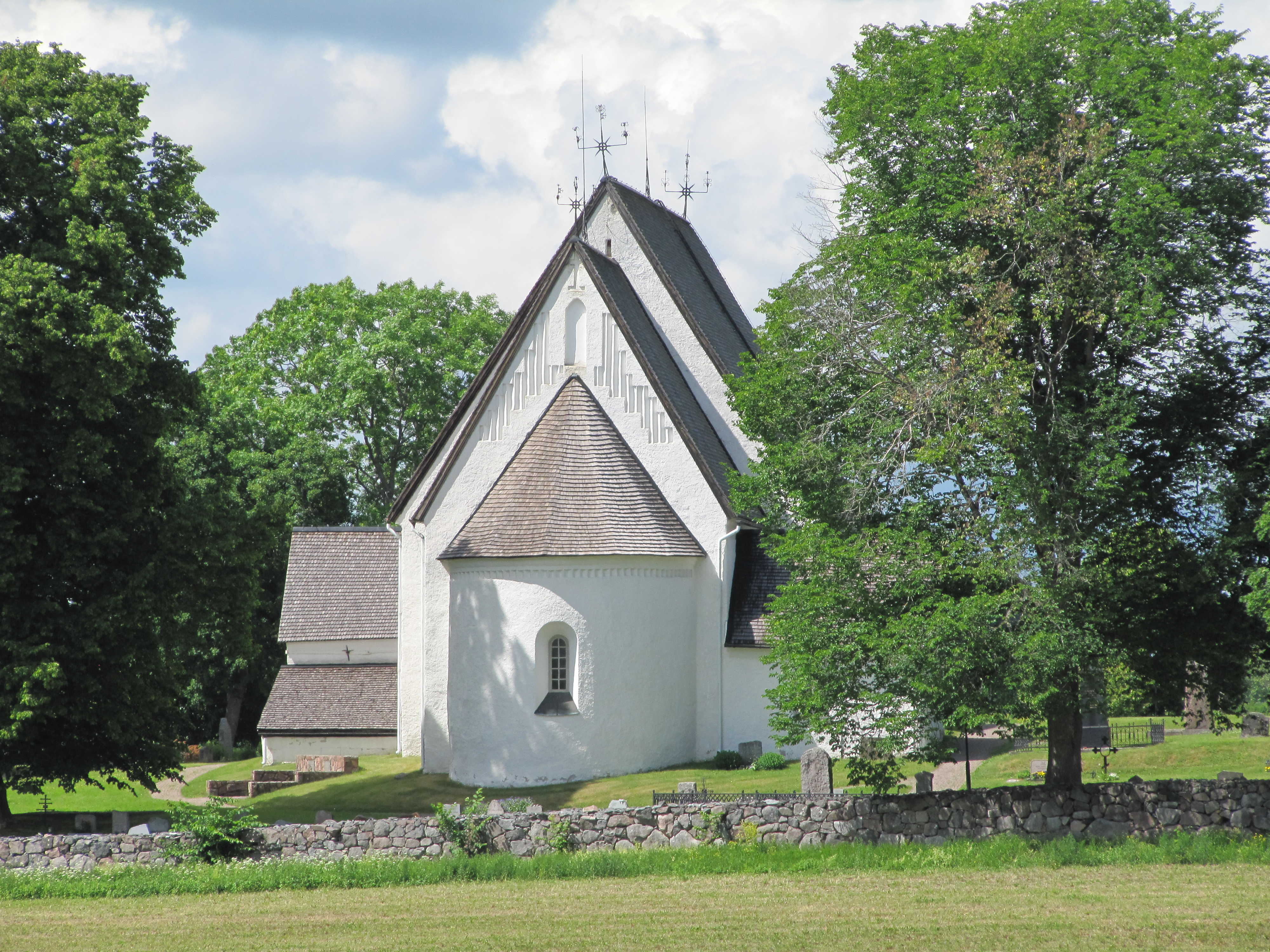
Kyrkan från öster
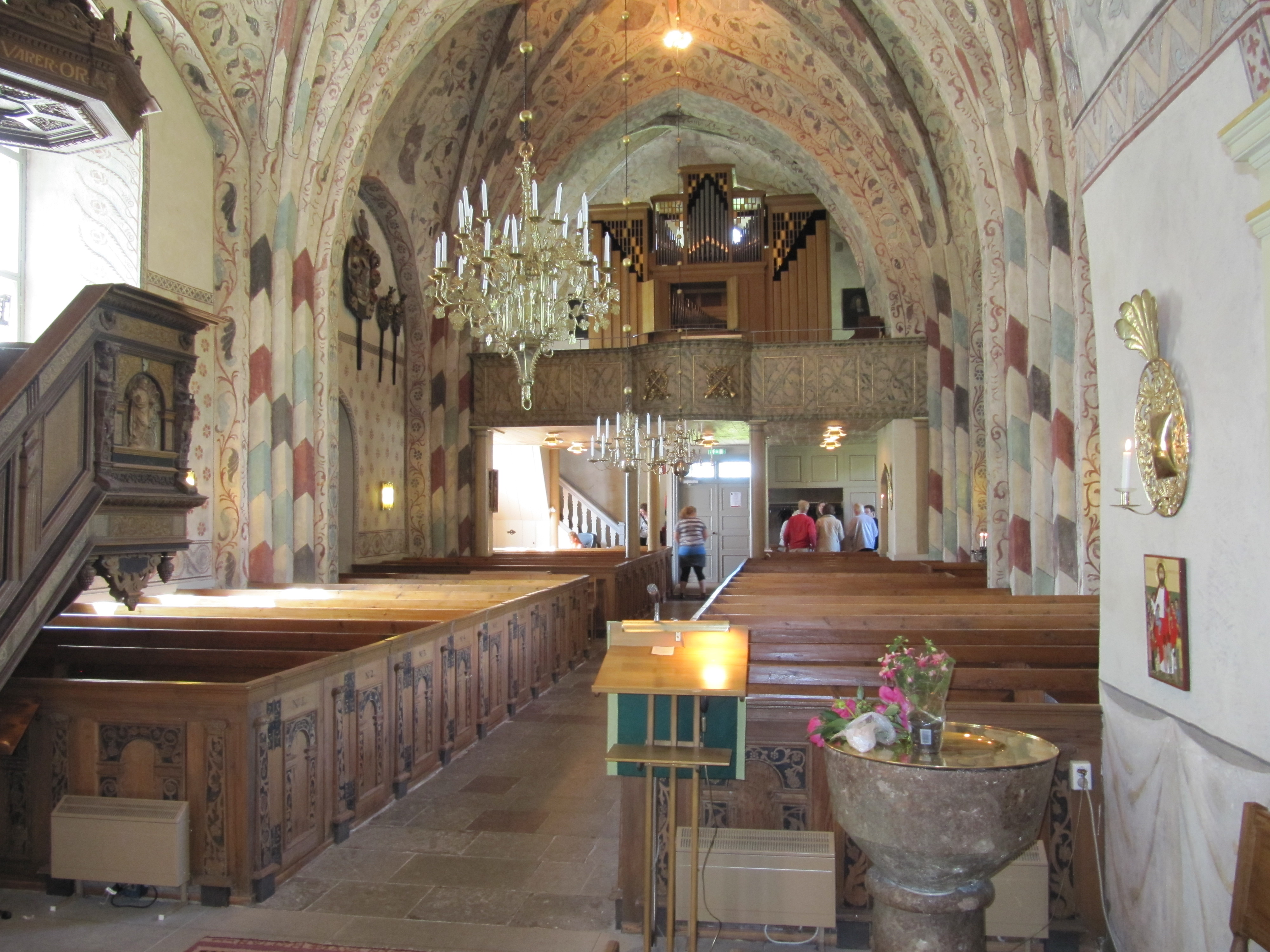
Kyrkorum mot väster
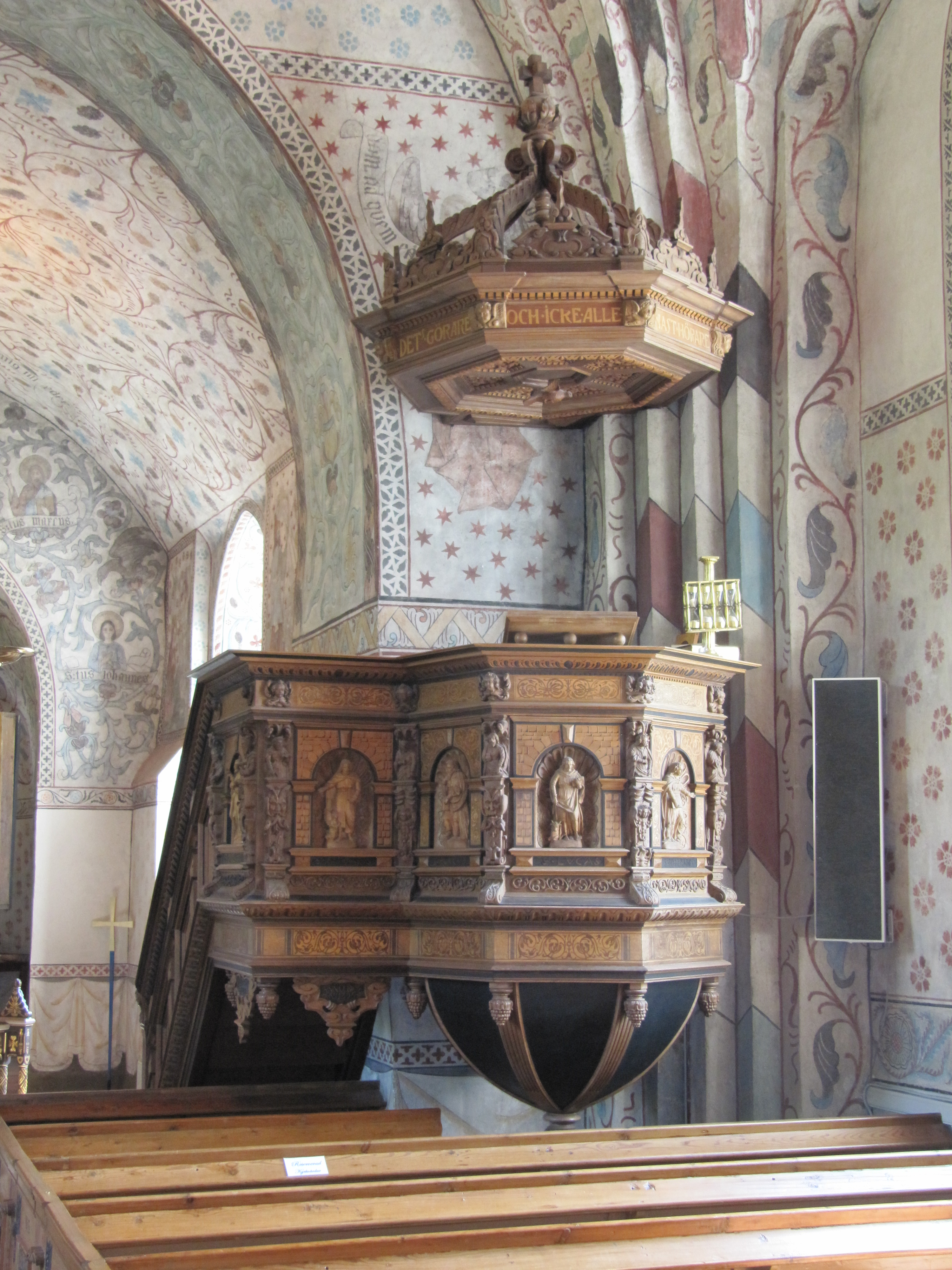
Predikstol
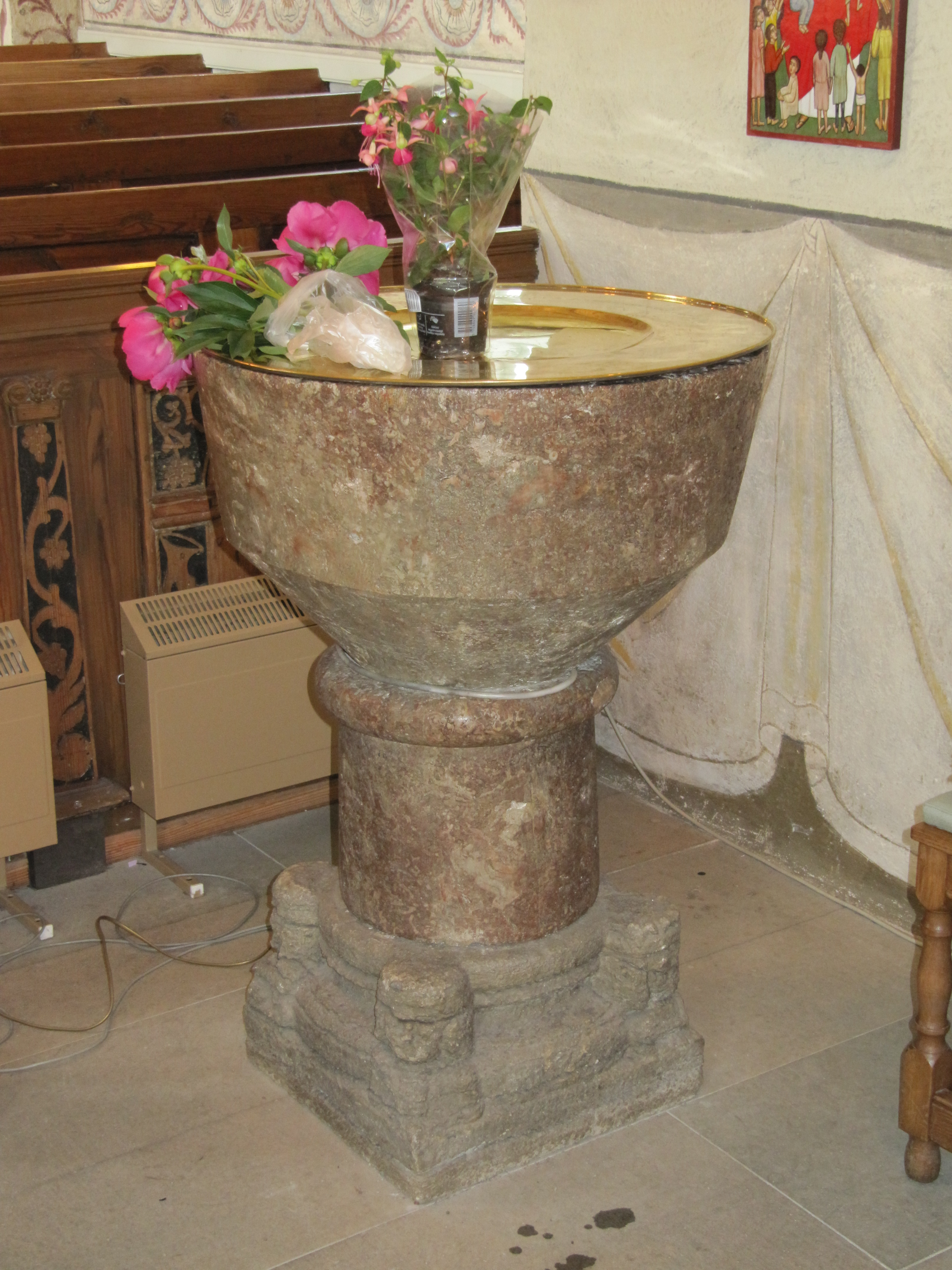
Dopfunt
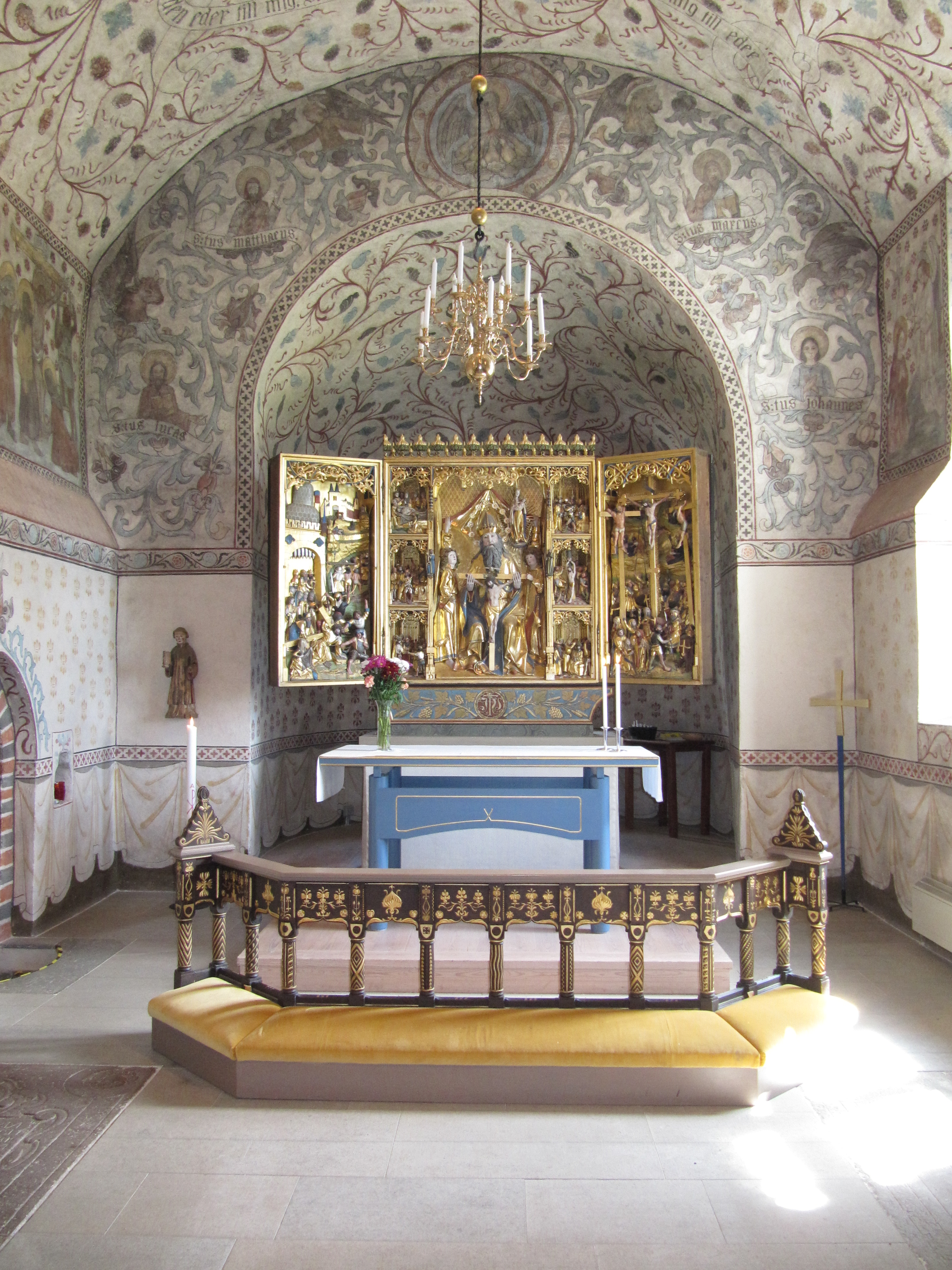
Kor och altare
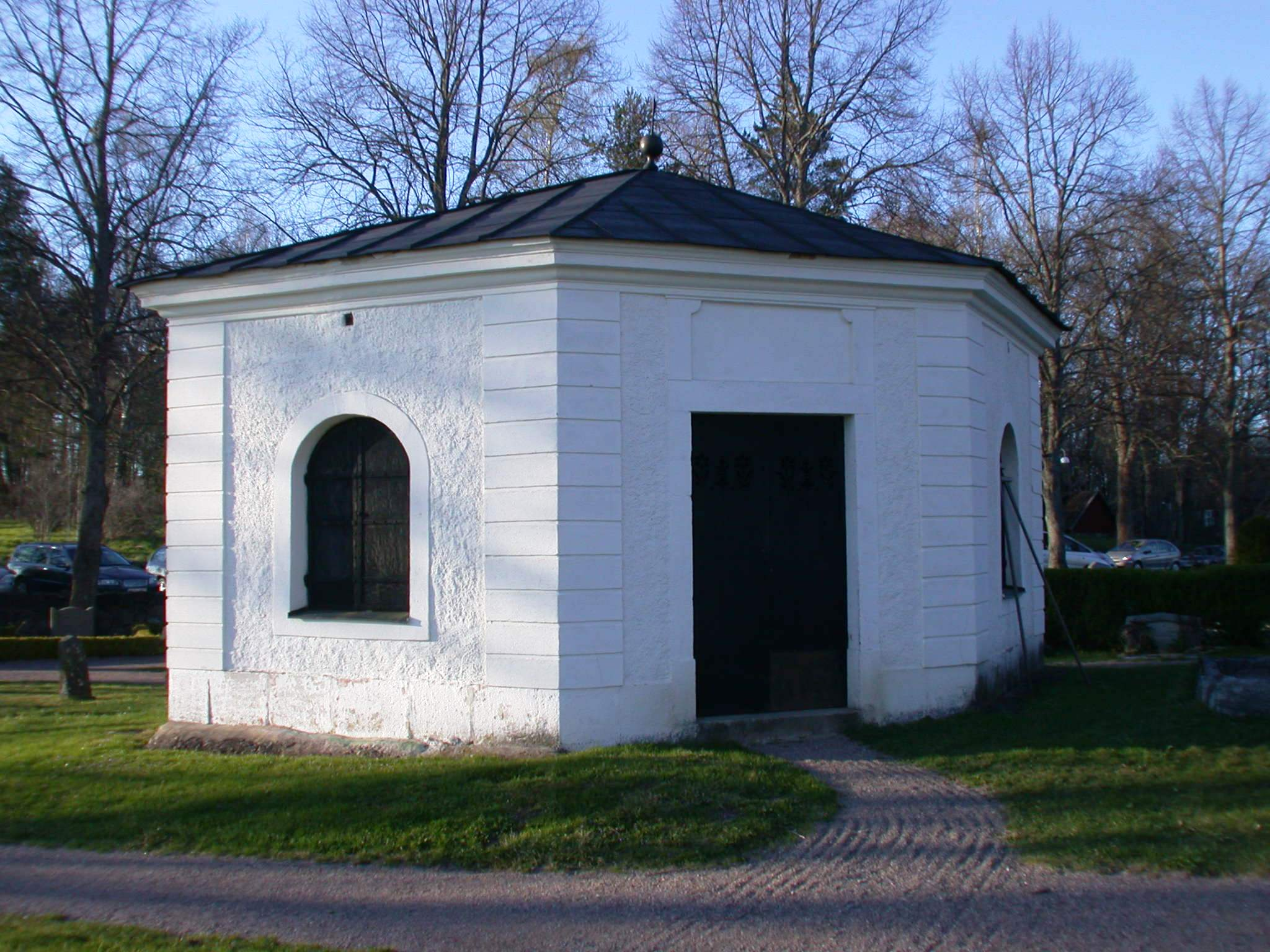
Likboden